# Лапа, Ольга Исаковна
Ольга Исаковна Лапа — клепальщица Иркутского авиационного завода, Герой Социалистического Труда (1960).

## Биография
С 1938 года Ольга Исаковна работала на Иркутском авиационном заводе бригадиром управления капитального строительства, в 1943 году была назначена клепальщицей. Признавалась одной из лучших работниц завода, была передовиком. Выполняла и перевыполняла производственные задания на 120—130 % от нормы. Ударница коммунистического труда. Выдвигалась трудовым коллективом в депутаты областного и Иркутского городского Советов, была членом обкома партии, делегатом 22-го съезда КПСС. На доме по улице Сибирских Партизан, 30, в котором она проживала, в честь неё была установлена мемориальная доска. Награждена многими медалями.